# Fatih Ünsal
Fatih Ünsal (26 de junio de 1995) es un deportista turco que compite en remo. Ganó una medalla de bronce en el Campeonato Mundial de Remo de 2018, en la prueba de cuatro scull ligero.

## Palmarés internacional
| Campeonato Mundial | Campeonato Mundial | Campeonato Mundial | Campeonato Mundial  |
| Año                | Lugar              | Medalla            | Prueba              |
| ------------------ | ------------------ | ------------------ | ------------------- |
| 2018               | Plovdiv (Bulgaria) | Medalla de bronce  | Cuatro scull ligero |